# Teinomastyx griseobasis
Teinomastyx griseobasis är en fjärilsart som beskrevs av Rothschild 1913. Teinomastyx griseobasis ingår i släktet Teinomastyx och familjen björnspinnare. Inga underarter finns listade i Catalogue of Life.